# I. e. 186
Évszázadok: i. e. 3. század – i. e. 2. század – i. e. 1. század
Évtizedek: i. e. 230-as évek – i. e. 220-as évek – i. e. 210-es évek – i. e. 200-as évek – i. e. 190-es évek – i. e. 180-as évek – i. e. 170-es évek – i. e. 160-as évek – i. e. 150-es évek – i. e. 140-es évek – i. e. 130-as évek
Évek: i. e. 191 – i. e. 190 – i. e. 189 – i. e. 188 –  i. e. 187 – i. e. 186 – i. e. 185 – i. e. 184 – i. e. 183 – i. e. 182 – i. e. 181

## Események

### Róma
- Spurius Postumius Albinust és Quintus Martius Philippust választják consulnak.
- Egy feljelentés után kiderül, hogy a bacchanáliák titkos szertartásai az egész köztársaság területén elterjedtek és a részvevők a különféle kicsapongásokon túl nemi erőszakban, gyilkosságban, hamisításban is bűnösek. Sp. Postumius consul vizsgálatot rendel el, melynek során mintegy hétezer ember érintettségére derül fény. Sokan elmenekülnek, a főbenjáró bűnben vétkeseket kivégzik. A szenátus az állam területén betiltja a bacchanáliákat.
- Q. Martius a lázadó ligurok ellen vonul, akik egy szurdokban csapdába csalják és 4 ezer emberét megölik.

## Születések
- VI. Ptolemaiosz, egyiptomi fáraó

## Fordítás
- Ez a szócikk részben vagy egészben  a(z)   186 BC című angol Wikipédia-szócikk ezen változatának fordításán alapul.  Az eredeti cikk szerkesztőit annak laptörténete sorolja fel. Ez a jelzés csupán a megfogalmazás eredetét és a szerzői jogokat jelzi, nem szolgál a cikkben szereplő információk forrásmegjelöléseként.